# Craig Kennedy
Pour les articles homonymes, voir Kennedy.
Craig Kennedy a commencé sa carrière en 1980 à la Joyce Foundation, dont il devint le président en 1986.
Il a également créé une entreprise de consultance pour le secteur public et développé au sein de la Joyce Foundation un programme sur la politique d'immigration américaine.
En 1995, il rejoint la Fondation américaine German Marshall Fund of the United States comme Président. Il a développé les relations transatlantiques en intégrant l'Europe de l'Est et les Balkans aux programmes de la Fondation ; le GMF a ainsi joué un rôle important dans la transition post-communiste des pays de l'Est. Il a également développé un véritable réseau de partenaires en ouvrant de nombreux bureaux en Europe. Il préside le German Marshall Fund of the United States jusqu'en 2014, avant de céder sa place à Karen Donfried.

## Divers
Craig Kennedy est également membre du comité scientifique de la Fondation Thomas Fordham, de l'Institut Rocky Mountain et de l' European Foundation Center à Bruxelles.

## Distinctions
- Officier dans l'ordre National du Mérite, Allemagne, 2009[2]
- Commandeur dans l’ordre de l'Étoile polaire, Suède, 2010[3]
- Commandeur dans l'ordre de la Couronne, Belgique, 2010[4]
- Commandeur dans l'ordre de l'Étoile de Roumanie, Roumanie, 2013[5]
- Commandeur dans l'ordre Polonia Restituta, Pologne, 2014[6]